# Ramichloridium apiculatum
Ramichloridium apiculatum är en svampart som först beskrevs av J.H. Mill., Giddens & A.A. Foster, och fick sitt nu gällande namn av de Hoog 1977. Ramichloridium apiculatum ingår i släktet Ramichloridium och familjen Mycosphaerellaceae.   Inga underarter finns listade i Catalogue of Life.